# Rajaâ Cherkaoui El Moursli
Rajaâ Cherkaoui El Moursli (sinh ngày 12 tháng 5 năm 1954)
là một giáo sư vật lý hạt nhân người Ma-rốc. Bà giành được Giải L'Oréal-UNESCO cho Phụ nữ trong Khoa học cho công trình nghiên cứu về Hạt Higgs

## Cuộc sống
El Moursli sinh ra ở Salé năm 1954. Bà nhận được bằng mức độ 1 về toán học tại trường Lycée Descartes ở Rabat. Bà đã phải đấu tranh với người cha của mình rằng bà sẽ rời khỏi đất nước Maroc bảo thủ để tiếp tục con đường sự nghiệp nghiên cứu khoa học. Bà chia sẻ rằng những thành tựu của Neil Armstrong và một giáo viên trung học có được đã truyền cảm hứng cho bản thân bà. Sau đó, bà theo học tại Grenoble ở Pháp, nơi cô lấy bằng tiến sĩ vật lý tại phòng thí nghiệm Laboratoire de Physique subatomique et cosmologie - một phần của Đại học Joseph Fourier. Vào năm 1982, cô trở về Rabat. Và dẫn đầu một nhóm nghiên cứu thí nghiệm ATLAS tại CERN. 
Năm 2015, bà được trao giải thưởng L'Oréal-UNESCO cho Phụ nữ về Khoa học khu vực Châu Phi và các tiểu vương quốc Ả Rập. Giải thưởng trích dẫn đóng góp của bà cho bằng chứng về sự tồn tại của hạt Higgs. Hạt này chịu trách nhiệm cho sự hình thành của khối lượng.El Moursli đã nâng tầm nghiên cứu khoa học và chăm sóc sức khỏe của Ma-rốc. Mà sau này bà được công nhận là thạc sĩ đầu tiên về vật lý y học.
Dave Charlton, người phát ngôn của ATLAS chúc mừng bà về giải thưởng và phát biểu:  "ATLAS chúc mừng Giáo sư Rajaâ Cherkaoui El Moursli về giải thưởng cao quý này, và công nhận sự đóng góp của bà trong việc khám phá ra hạt Higgs ""